# Brunn, Värmdö kommun
Brunn är en bebyggelse på Ingarö i Värmdö kommun och huvudort på Ingarö. SCB avgränsade här från 1970 till 2023 en tätort, för att 2023 klassa den som sammanväxt med tätorten Fågelvikshöjden och då del av denna tätort

## Befolkningsutveckling
| Befolkningsutvecklingen i Brunn 1970–2020 | Befolkningsutvecklingen i Brunn 1970–2020 | Befolkningsutvecklingen i Brunn 1970–2020 | Befolkningsutvecklingen i Brunn 1970–2020 | Befolkningsutvecklingen i Brunn 1970–2020 |
| ----------------------------------------- | ----------------------------------------- | ----------------------------------------- | ----------------------------------------- | ----------------------------------------- |
|                                           |                                           |                                           |                                           |                                           |
| År                                        |                                           |                                           | Folkmängd                                 | Areal (ha)                                |
| 1970                                      | 1970                                      |                                           | 534                                       |                                           |
| 1975                                      | 1975                                      |                                           | 570                                       |                                           |
| 1980                                      | 1980                                      |                                           | 564                                       |                                           |
| 1990                                      | 1990                                      |                                           | 663                                       | 65                                        |
| 1995                                      | 1995                                      |                                           | 775                                       | 76                                        |
| 2000                                      | 2000                                      |                                           | 855                                       | 81                                        |
| 2005                                      | 2005                                      |                                           | 957                                       | 93                                        |
| 2010                                      | 2010                                      |                                           | 950                                       | 96                                        |
| 2015                                      | 2015                                      |                                           | 1 180                                     | 198                                       |
| 2020                                      | 2020                                      |                                           | 1 323                                     | 204                                       |
| Anm.: Ny tätort 1970                      |                                           |                                           |                                           |                                           |

## Samhället
I Brunn finns en mataffär, en skola, en pizzeria, en fritidsgård, och en bensinstation. Det finns även en idrottsplats och en idrottshall där Ingarö IF håller till.
Brunn skola är en av Värmdös kommunala skolor.

## Kommunikationer
Brunn trafikeras av sju busslinjer (SL):
- 428, 429, 430 och 467 som går till Gustavsbergs centrum.
- 428X, 429X och 430X som går till Slussen i centrala Stockholm, utan att stanna i Gustavsberg.